# Двор императрицы (империя Тан)
Двор императрицы или Гунгуань (кит. упр. 宮官, пиньинь gōngguān, палл. дворцовые чиновники) империи Тан — собрание придворных женщин и, возможно, евнухов, формировавших при супруге танского императора некоторое подобие правительства.
Император Китая обладал статусом, делавшим всё, с чем он соприкасался, «государственным». Так и императрица, получая через брак с императором особый статус и власть, автоматически передавала его своему окружению. Поэтому, с позиции конфуцианской идеологии, было естественно, что при императрице образовывалось собственное правительство, не обладавшее полномочиями за пределами дворца.

## Шесть цзюев
Гунгуань распределены по шести службам (кит. упр. 局, пиньинь jú, палл. цзюй), что являлось копией 6 имперских шэнов императора.

## Шангуцзюй
Высшая дворцовая служба — кит. упр. 尚宮局, пиньинь shànggōngjú, палл. шангуцзюй.
- 2 Высших по дворцу (кит. упр. 尚宮, пиньинь shànggōng, палл. шангун) — ранг основной 5-й.

Сопровождали императрицу, ведали учётом дел и предметов, заверяли все передачи подписями и печатями. Ничто не вносилось и не выносилось из дворца без их контроля. Руководили отделами.

### Сыцзи
Отдел делопроизводства — кит. упр. 司記, пиньинь sījì, палл. сыцзи.
- 2 Ведающие делопроизводством (кит. упр. 司記, пиньинь sījì, палл. Сыцзи) — ранг основной 6-й.

Ведали учётом поступления и выноса чего-либо из дворца, делали описи имущества, проверяли права входа и выхода. Заверяют указы императрицы к незамедлительному исполнению.
- 2 Хранительницы материалов делопроизводства (кит. упр. 典記, пиньинь diǎnjì, палл. Дяньцзи) — ранг основной 7-й.

Помогали ведающим делопроизводством.
- 2 Занимающиеся делопроизводством (кит. упр. 典記, пиньинь zhǎngjì, палл. Чжаньцзи) — ранг основной 8-й.

Помогали ведающим делопроизводством.

### Сыянь
Отдел передачи распоряжений — кит. упр. 司言, пиньинь sīyán, палл. сыянь.
- 2 Ведающие распоряжениями — (кит. упр. 司言, пиньинь sīyán, палл. сыянь) — ранг основной 6-й.
- 2 Хранящие распоряжения (кит. упр. 典言, пиньинь diǎnyán, палл. Дяньянь) — ранг основной 7-й.

Собирают указы и распоряжения, передают их по назначению, выдают пропуска.
- 2 Занимающиеся распоряжениями (кит. упр. 掌言, пиньинь zhǎngyán, палл. Чжаньянь) — ранг основной 8-й.

Обнародовали распоряжения, отправляли их за пределы дворца, переписывали, собирали, хранили, составляли и т. д.
- 4 Дева-писец (кит. упр. 女史, пиньинь nǚshǐ, палл. нюйши) — без ранга.

### Сыбу
Отдел учёта — кит. упр. 司簿, пиньинь sībù, палл. сыбу.
- 2 Ведающие учётом — (кит. упр. 司簿, пиньинь sībù, палл. сыбу) — ранг основной 6-й.
- 2 Хранящие реестры кит. упр. 典簿, пиньинь diǎnbù, палл. Дяньбу) — ранг основной 7-й.

Хранили именные журналы, делают доклады на верх. Переписывают служащих, смотря по рангу.
- 2 Занимающиеся учётом (кит. упр. 掌簿, пиньинь zhǎnbù, палл. Чжаньбу) — ранг основной 8-й.
- 6 Дева-писец (кит. упр. 女史, пиньинь nǚshǐ, палл. нюйши) — без ранга.

### Сывэй
Отдел внутренних врат — кит. упр. 司闈, пиньинь sīwéi, палл. сывэй.
- 6 Ведающие внутренними воротами (кит. упр. 司闈, пиньинь sīwéi, палл. сывэй) — ранг основной 6-й.

Ведали запиранием и отпиранием всех ворот.
- 6 Хранительницы ворот кит. упр. 典闈, пиньинь diǎnwéi, палл. Дяньбу) — ранг основной 7-й.

Открывали и закрывали ворота.
- 4 Дева-писец (кит. упр. 女史, пиньинь nǚshǐ, палл. нюйши) — без ранга.

## Шанъицзюй
Высшая служба благопристойности — кит. упр. 尚儀局, пиньинь shàngyiju, палл. шанъицзюй.
- 2 Высшие по благопристойности (кит. упр. 尚儀, пиньинь shàngyi, палл. шанъи) — ранг основной 5-й.

Заведовали церемониями, следили за нравственностью, повседневными занятиями, аудиенциями императрицы. Управляли отделами:

### Сыцзи
Библиотечный отдел — кит. упр. 司籍, пиньинь sījí, палл. сыцзи.
- 2 Ведающие библиотеками — (кит. упр. 司籍, пиньинь sījí, палл. сыцзи) — ранг основной 6-й.
- 2 Хранительницы библиотеки (кит. упр. 典籍, пиньинь diǎnjí, палл. Дяньцзи) — ранг основной 7-й.

Обеспечивали хранение канонических книг четырёх разделов, составляют каталог, помогают в учёбе для женщин, хранят и подготавливают бумагу и кисти.
- 2 Занимающиеся библиотекой (кит. упр. 掌籍, пиньинь zhǎnjí, палл. Чжаньцзи) — ранг основной 8-й.
- 10 Дев-писцов (кит. упр. 女史, пиньинь nǚshǐ, палл. нюйши) — без ранга.

### Сыюэ
Музыкальный отдел — кит. упр. 司樂, пиньинь sīyuè, палл. сыюэ.
- 4 Ведающие музыкой — (кит. упр. 司樂, пиньинь sīyuè, палл. сыюэ) — ранг основной 6-й.
- 4 Хранительницы музыки (кит. упр. 典樂, пиньинь diǎnyuè, палл. Дяньюэ) — ранг основной 7-й.

Ведали церемониальными гонгами гунсюань (宮縣) и другими инструментами для церемониальной музыки.
- 4 Занимающиеся музыкой (кит. упр. 掌樂, пиньинь zhǎnyuè, палл. Чжаньюэ) — ранг основной 8-й.
- 2 Девы-писца (кит. упр. 女史, пиньинь nǚshǐ, палл. нюйши) — без ранга.

### Сыбинь
Гостевой отдел — кит. упр. 司賓, пиньинь sībīn, палл. сыбинь.
- 2 Ведающие гостями — (кит. упр. 司賓, пиньинь sībīn, палл. сыбинь) — ранг основной 6-й.
- 2 Хранительницы гостей (кит. упр. 典賓, пиньинь diǎnbīn, палл. Дянбинь) — ранг основной 7-й.

Ведали аудиенциями и посетителями, получали удостоверения, указывали сервировку банкетного стола, принимали подарки для императрицы и подарки императрицы.
- 2 Занимающиеся гостями (кит. упр. 掌賓, пиньинь zhǎnbīn, палл. Чжаньбинь) — ранг основной 8-й.
- 2 Девы-писца (кит. упр. 女史, пиньинь nǚshǐ, палл. нюйши) — без ранга.

### Сыцзань
Отдел церемониальных приёмов — кит. упр. 司贊, пиньинь sīzàn, палл. сыцзань.
- 2 Ведающие церемониями — (кит. упр. 司贊, пиньинь sīzàn, палл. сыцзань) — ранг основной 6-й.
- 2 Хранительницы церемоний — (кит. упр. 典贊, пиньинь diǎnzàn, палл. Дянцзань) — ранг основной 7-й.

Также занимались гостями, едой для банкетов, вели церемонии совместно, встречали императора, вводили гостей в дворцовые залы, объявляли указы на церемониях, относили пожалованное вино и еду.
- 2 Занимающиеся церемониями (кит. упр. 掌贊, пиньинь zhǎnzàn, палл. Чжаньцзань) — ранг основной 8-й.
- 2 Женщины-хроникёра — (кит. упр. 彤史, пиньинь tongshi, палл. Тунши) — ранг основной 6-й.
- 2 Девы-писца (кит. упр. 女史, пиньинь nǚshǐ, палл. нюйши) — без ранга.

## Шанфуцзюй
Высшая служба одеяний — кит. упр. 尚服局, пиньинь shàngfúju, палл. шанфуцзюй.
- 2 Высшие по одеяниям (кит. упр. 尚服, пиньинь shàngfú, палл. шанфу) — ранг основной 5-й.

Ведали платьями и украшениями, печатями и верительными бирками. Руководили отделами:

### Сыбао
Отдел печатей — кит. упр. 司寶, пиньинь sībǎo, палл. сыбао.
Возможно, эти должности занимали евнухи, а не женщины.
- 2 Ведающие печатями (кит. упр. 司寶, пиньинь sībǎo, палл. сыбао) — ранг основной 6-й.

Следили за печатями и верительными бирками. Делали записи об их использовании.
- 2 Хранительницы печатей (кит. упр. 典寶, пиньинь diǎnbǎo, палл. Дяньбао) — ранг основной 7-й.

Занимались жалованием, размечали его оплату краной краской в счётных книгах.
- 2 Занимающиеся печатями (кит. упр. 掌寶, пиньинь zhǎnbǎo, палл. Чжаньбао) — ранг основной 8-й.
- 4 Девы-писца (кит. упр. 女史, пиньинь nǚshǐ, палл. нюйши) — без ранга.

### Сыи
Отдел одеяний — кит. упр. 司衣, пиньинь sīyī, палл. сыи.
- 2 Ведающие одеяниями — (кит. упр. 司衣, пиньинь sīyī, палл. сыи) — ранг основной 6-й.
- 2 Хранительницы одеяний(кит. упр. 典衣, пиньинь diǎnyī, палл. Дяньи) — ранг основной 7-й.

Занимались содержанием дворцовых платьев, украшениями, подносили одежду в соответствии со временем, по распорядку.
- 2 Занимающиеся одеяниями (кит. упр. 掌衣, пиньинь zhǎnyī, палл. Чжаньи) — ранг основной 8-й.
- 4 Девы-писца (кит. упр. 女史, пиньинь nǚshǐ, палл. нюйши) — без ранга.

### Сыши
Отдел украшений— кит. упр. 司飾, пиньинь sīshì, палл. сыши.
- 2 Ведающие украшениями — (кит. упр. 司飾, пиньинь sīshì, палл. сыши) — ранг основной 6-й.
- 2 Хранительницы украшений (кит. упр. 典飾, пиньинь diǎnshì, палл. Дяньши) — ранг основной 7-й.

Занимались банями (в смысле мытья горячей водой), полотенцами и гребнями, снабжают этим дам, смотря по погоде.
- 2 Занимающиеся украшениями (кит. упр. 掌飾, пиньинь zhǎnshì, палл. Чжаньши) — ранг основной 8-й.
- 2 Девы-писца (кит. упр. 女史, пиньинь nǚshǐ, палл. нюйши) — без ранга.

### Сычжан
Отдел церемониальных регалий — кит. упр. 司仗, пиньинь sīzhàng, палл. сычжан.
- 2 Ведающие регалиями — (кит. упр. 司仗, пиньинь sīzhàng, палл. сычжан) — ранг основной 6-й.
- 2 Хранительницы регалий (кит. упр. 典仗, пиньинь diǎnzhàng, палл. Дяньчжан) — ранг основной 7-й.

Занимались вооружённым эскортом, оружием и стражей.
- 2 Занимающиеся регалиями (кит. упр. 掌仗, пиньинь zhǎnzhàng, палл. Чжаньчжан) — ранг основной 8-й.
- 2 Девы-писца (кит. упр. 女史, пиньинь nǚshǐ, палл. нюйши) — без ранга.

## Шаншицзюй
Высшая служба кормления — кит. упр. 尚食局, пиньинь shàngshíju, палл. шаншицзюй.
- 2 Высшие по кормлению (кит. упр. 尚食, пиньинь shàngshí, палл. шанши) — ранг основной 5-й.

Ведали приготовлением и подачей кушаний для дворцовых дам, снимали пробу со всех блюд. Возглавляли отделы:

### Сышань
Отдел кушаний — кит. упр. 司膳, пиньинь sīshàn, палл. сышань.
- 2 Ведающие кушаньями — (кит. упр. 司膳, пиньинь sīshàn, палл. сышань) — ранг основной 6-й.

Ведали приготовлениями различных блюд и деликатесов, обычной едой (рис и лапша), топливом (для печей), снимали пробы с блюд и печатью заверяли опробированность блюда.
- 4 Хранящие кушанья — (кит. упр. 典膳, пиньинь diǎnshàn, палл. дяньшань) — ранг основной 7-й.

Согласовывали подачу пищи к столу императрицы в подогретом состоянии или охлаждённой, или замороженной, или горячей. Снимали пробы.
- 4 Занимающиеся кушаньями (кит. упр. 掌膳, пиньинь zhǎnshàn, палл. Чжаньшань) — ранг основной 8-й.
- 4 Девы-писца (кит. упр. 女史, пиньинь nǚshǐ, палл. нюйши) — без ранга.

### Сыюнь
Отдел винных напитков — кит. упр. 司醞, пиньинь sīyùn, палл. сыюнь.
Отдел занимался вином (酒), сладким вином (醴), рисовым вином (酏) и их подачей к столу.
- 2 Ведающие вином — (кит. упр. 司醞, пиньинь sīyùn, палл. сыюнь) — ранг основной 6-й.
- 2 Хранящие вина — (кит. упр. 典醞, пиньинь diǎnyùn, палл. дяньюнь) — ранг основной 7-й.
- 2 Занимающиеся вином (кит. упр. 掌醞, пиньинь zhǎnyùn, палл. Чжаньюнь) — ранг основной 8-й.
- 2 Девы-писца (кит. упр. 女史, пиньинь nǚshǐ, палл. нюйши) — без ранга.

### Сыяо
Отдел врачеваний — кит. упр. 司藥, пиньинь sīyào, палл. сыяо.
Отдел занимался рецептами лекарств, доставкой лекарств во дворец и их регистрацией.
- 2 Ведающие врачеванием — (кит. упр. 司藥, пиньинь sīyào, палл. сыяо) — ранг основной 6-й.
- 2 Хранящие врачевание — (кит. упр. 典藥, пиньинь diǎnyào, палл. дяньяо) — ранг основной 7-й.
- 2 Занимающиеся врачеванием (кит. упр. 掌藥, пиньинь zhǎnyào, палл. Чжаньяо) — ранг основной 8-й.
- 4 Девы-писца (кит. упр. 女史, пиньинь nǚshǐ, палл. нюйши) — без ранга.

### Сычи
Трапезный отдел — кит. упр. 司饎, пиньинь sīchì, палл. сычи.
Отдел занимался снабжением дворцовых служанок пищей, углём и дровами, в соответствии с рангом. Каждые 10 дней составляют доклад с перечнем выданного.
- 2 Ведающие трапезами — (кит. упр. 司饎, пиньинь sīchì, палл. сычи) — ранг основной 6-й.
- 2 Хранящие трапезы — (кит. упр. 典饎, пиньинь diǎnchì, палл. дяньчи) — ранг основной 7-й.
- 2 Занимающиеся трапезами (кит. упр. 掌饎, пиньинь zhǎnchì, палл. Чжаньчи) — ранг основной 8-й.
- 4 Девы-писца (кит. упр. 女史, пиньинь nǚshǐ, палл. нюйши) — без ранга.

## Шанциньцзюй
Высшая служба внутренних покоев — кит. упр. 尚寢局, пиньинь shàngqǐnju, палл. шанциньцзюй.
- 2 Высшие по внутренним покоям (кит. упр. 尚寢, пиньинь shàngqǐn, палл. шанцинь) — ранг основной 5-й.

Ведали доступом жён к императору, обстановкой и освещением его опочивальни. Возглавляли отделы:

### Сышэ
Отдел обслуживания — кит. упр. 司設, пиньинь sīshè, палл. сышэ.
Отдел занимался кроватями, циновками, занавесками, застилали кровати, убирались в спальне, меняли вещи и т. д.
- 2 Ведающие обслуживанием — (кит. упр. 司設, пиньинь sīshè, палл. сышэ) — ранг основной 6-й.
- 2 Хранящие обслуживание — (кит. упр. 典設, пиньинь diǎnshè, палл. дяньшэ) — ранг основной 7-й.
- 2 Занимающиеся обслуживанием — (кит. упр. 掌設, пиньинь zhanshè, палл. чжаншэ) — ранг основной 8-й.
- 4 Девы-писца (кит. упр. 女史, пиньинь nǚshǐ, палл. нюйши) — без ранга.

### Сыюй
Отдел экипажей — кит. упр. 司輿, пиньинь sīyú, палл. сыюй.
Отдел занимался каретами и паланкинами императрицы, зонтиками и веерами, ценностями, перьевыми бунчуками на колеснице. Подбирают экипаж смотря по погоде.
- 2 Ведающие экипажами — (кит. упр. 司輿, пиньинь sīyú, палл. сыюй) — ранг основной 6-й.
- 2 Хранящие экипажи — (кит. упр. 典輿, пиньинь diǎnyú, палл. дяньюй) — ранг основной 7-й.
- 2 Занимающиеся экипажами — (кит. упр. 掌輿, пиньинь zhangyu, палл. чжанюй) — ранг основной 8-й.
- 2 Девы-писца (кит. упр. 女史, пиньинь nǚshǐ, палл. нюйши) — без ранга.

### Сыюань
Садовый отдел — кит. упр. 司苑, пиньинь sīyú, палл. сыюань.
Отдел занимался садами, выращивал овощи и фрукты.
- 2 Ведающие садами — (кит. упр. 司苑, пиньинь sīyuàn, палл. сыюань) — ранг основной 6-й.
- 2 Хранящие сады — (кит. упр. 典苑, пиньинь diǎnyuàn, палл. дяньюань) — ранг основной 7-й.

Подавали к столу зрелые фрукты.
- 2 Занимающиеся садами — (кит. упр. 掌苑, пиньинь zhanyuàn, палл. чжанюань) — ранг основной 8-й.
- 2 Девы-писца (кит. упр. 女史, пиньинь nǚshǐ, палл. нюйши) — без ранга.

### Сыдэн
Отдел освещения — кит. упр. 司燈, пиньинь sīdēng, палл. сыдэн.
Отдел занимался освещением ворот, лампами и свечами. Следили за освещённостью и т. д.
- 2 Ведающие садами — (кит. упр. 司燈, пиньинь sīdēng, палл. сыдэн) — ранг основной 6-й.
- 2 Хранящие сады — (кит. упр. 典燈, пиньинь diǎndēng, палл. дяньдэн) — ранг основной 7-й.
- 2 Занимающиеся садами — (кит. упр. 掌燈, пиньинь zhandēng, палл. чжандэн) — ранг основной 8-й.
- 2 Девы-писца (кит. упр. 女史, пиньинь nǚshǐ, палл. нюйши) — без ранга.

## Шангунцзюй
Высшая работная служба — кит. упр. 尚功局, пиньинь shànggōngju, палл. шангунцзюй .
- 2 Высшие по работам (кит. упр. 尚功, пиньинь shànggōng, палл. шангун) — ранг основной 5-й.

Ведали распорядком и нормами труда дворцовых женщин, изготовлением одежд для обитателей дворца, жемчугом и драгоценностями. Возглавляли отделы:

### Сычжи
Отдел пошива одежды — кит. упр. 司制, пиньинь sīzhì, палл. сычжи.
Отдел занимался пошивом и снабжением одеждой.
- 2 Ведающие одеждами — (кит. упр. 司制, пиньинь sīzhì, палл. сычжи) — ранг основной 6-й.
- 2 Хранящие одежды — (кит. упр. 典制, пиньинь diǎnzhì, палл. дяньчжи) — ранг основной 7-й.
- 2 Занимающиеся одеждами — (кит. упр. 掌制, пиньинь zhanzhì, палл. чжанчжи) — ранг основной 8-й.
- 2 Девы-писца (кит. упр. 女史, пиньинь nǚshǐ, палл. нюйши) — без ранга.

### Сычжэнь
Отдел ценностей — кит. упр. 司珍, пиньинь sīzhēn, палл. сычжэнь.
Отдел занимался жемчугом и другими драгоценностями.
- 2 Ведающие ценностями — (кит. упр. 司珍, пиньинь sīzhēn, палл. сычжэнь) — ранг основной 6-й.
- 2 Хранящие ценности — (кит. упр. 典珍, пиньинь diǎnzhēn, палл. дяньчжэнь) — ранг основной 7-й.
- 2 Занимающиеся ценностями — (кит. упр. 掌珍, пиньинь zhangzhēn, палл. чжанчжэнь) — ранг основной 8-й.
- 6 Девы-писца (кит. упр. 女史, пиньинь nǚshǐ, палл. нюйши) — без ранга.

### Сыцай
Отдел шёлков — кит. упр. 司彩, пиньинь sīcǎi, палл. сыцай.
Отдел занимался шёлком и разными изделиями из него. Раз в 10 дней сообщают о расходовании шёлка.
- 2 Ведающие шёлком— (кит. упр. 司彩, пиньинь sīcǎi, палл. сыцай) — ранг основной 6-й.
- 2 Хранящие шёлк— (кит. упр. 典彩, пиньинь diǎncǎi, палл. дяньцай) — ранг основной 7-й.
- 2 Занимающиеся шёлком— (кит. упр. 掌彩, пиньинь zhancǎi, палл. чжанцай) — ранг основной 8-й.
- 2 Девы-писца (кит. упр. 女史, пиньинь nǚshǐ, палл. нюйши) — без ранга.

### Сыцзи
Счётный отдел — кит. упр. 司計, пиньинь sījì, палл. сыцзи.
Отдел занимался подсчётом выдаваемых служанкам одежды, еды, питья, угля и дров.
- 2 Ведающие счётом — (кит. упр. 司計, пиньинь sījì, палл. сыцзи) — ранг основной 6-й.
- 2 Хранящие счёт — (кит. упр. 典計, пиньинь diǎnjì, палл. дяньцзи) — ранг основной 7-й.
- 2 Занимающиеся счётом — (кит. упр. 掌計, пиньинь zhanjì, палл. чжанцзи) — ранг основной 8-й.
- 2 Девы-писца (кит. упр. 女史, пиньинь nǚshǐ, палл. нюйши) — без ранга.

## Гунчжэн — дворцовый исправник
Вероятнее это были евнухи, а не женщины.
- 1 Дворцовый исправник кит. упр. 宮正, пиньинь gōngzhèng, палл. гунчжэн — ранг основной 5-й.

Следил за безопасностью, соблюдением запретов, правил и распорядка. При необходимости принимали меры пресечения и судебные.
- 2 Ведающие правильностью (кит. упр. 司正, пиньинь sīzhèng, палл. сычжэн) — ранг основной 6-й.

Если дворцовая женщина не исполняла свои обязанности, подавал записку гунчжэну и тот либо действовал сам (незначительно), либо подавал доклад (奏聞) монаршей особе (не ясно какой именно).
- 2 Блюдущие правильность (кит. упр. 典正, пиньинь diǎnzhèng, палл. дяньчжэн) — ранг основной 7-й.
- 4 Девы-писца (кит. упр. 女史, пиньинь nǚshǐ, палл. нюйши) — без ранга.

Остальные евнухи (阿監) приравнивались в 7-му рангу.